# Idris (llenguatge de programació)
Idris és un llenguatge de programació funcional amb tipus dependents de valors, desenvolupat a la Universitat escocesa de Saint Andrews sota la direcció d'Edwin Brady. per a aplicacions de propòsit general amb la possibilitat de verificació estàtica incorporada.
El sistema de tipus és similar al del llenguatge Agda, amb una sintaxi molt semblant al Haskell però amb semàntica estricta (avaluació primerenca), designant l'avaluació tardana als tipus (tipus Lazy a).
Els tipus hi són objectes de primer ordre, permetent barrejar objectes i tipus als paràmetres i resultats.
Aquest llenguatge permet incorporar tipus com a proposicions i funcions com a proves, per certificar les propietats de la funcionalitat aportada, seguint la teoria de la Correspondència Curry-Howard entre programes i proves, incorporant propietats dels sistemes d'ajuda a la comprovació (Proof assistants) també anomenats comprovadors de Teoremes com ara Coq, Agda o bé Isabelle.

## Programa Hola món
```
module
 
Main

main
 
:
 
IO
 
()

main
 
=
 
putStrLn
 
"Hello, World!"

```

El compilador està fet en Haskell. Cal tenir-ne instal·lat el compilador GHC i descarregar-lo del rebost Hackage (cabal install idris). Funciona tant com a compilador, com a intèrpret (avaluador d'expressions) si no s'especifica el fitxer per compilar.
Avaluador en línia a tryidris.org Arxivat 2014-07-15 a Wayback Machine..

## Característiques
Per una informació actualitzada, consulteu la documentació en forma de guia.

### Avaluació estricta per defecte
L'avaluació tardana s'obté amb el tipus (Lazy a) i si s'especifica el tipus del resultat igual al tipus del paràmetre del Lazy, se'n força l'avaluació de manera automàtica:
```
data
 
Lazy
 
:
 
Type
 
->
 
Type
 
where

 
Delay
 
:
 
(
val
 
:
 
a
)
 
->
 
Lazy
 
a

Force
 
:
 
Lazy
 
a
 
->
 
a

-- la següent funció retorna automàticament el resultat de l'avaluació del paràmetre que s'ofereixi com a resultat.

boolCase
 
:
 
Bool
 
->
 
Lazy
 
a
 
->
 
Lazy
 
a
 
->
 
a
;

boolCase
 
True
 
t
 
e
 
=
 
t
;

boolCase
 
False
 
t
 
e
 
=
 
e
;

```

### El tipus _|_
El tipus _|_ (anomenat tipus buit) és un tipus que no té cap constructor. No té valors.
Serveix per provar que una proposta és impossible.

### Diferències amb elHaskell
- Idris parteix d'una sintaxi similar al Haskell però amb avaluació estricta, precisant l'avaluació tardana al tipus amb el constructor de tipus Lazy
- Els identificadors no admeten caràcters Unicode si no que queden restringits a l'alfabet anglès pertanyent al conjunt ASCII.
- Els operadors (::) i (:) intercanvien el significat. En un selector case, (=>) separa patrons i expressions.
- Els paràmetres formals de les funcions es poden etiquetar
- S'ha canviat el nom de

- les signatures, abans classes com al Haskell, ara cal dir-ne interface
- les implementacions, abans instance com al Haskell, ara són implementation

- Idris admet múltiples implementacions d'un mateix interface distingides per un nom.[10] El Haskell requeria fer-ne tipus derivats amb newtype per cada implementació addicional.
- les variables índexs dels interface incorporen informació de kind (tipus del tipus)

```
interface
 
Functor
 
(
f
 
:
 
Type
 
->
 
Type
)
 
where

 
map
 
:
 
(
m
 
:
 
a
 
->
 
b
)
 
->
 
f
 
a
 
->
 
f
 
b

```

- notació dels Functors Aplicatius

```
[
|
 
f
 
a1
 
…
 
an
 
|
]
 
≡
 
pure
 
f
 
<*>
 
a1
 
<*>
 
…
 
<*>
 
an

```

- Als blocs do (sintaxi dels blocs monàdics)

- en context d'expressions, el prefix '!' a una variable o bé expressió, l'avalua com a efecte, imitant la sintaxi del ML Estàndard
- return està desaconsellat en favor de pure

- Les estructures infinites es defineixen amb la clàusula codata, convertint el tipus T als components en (Inf T) que s'avalua de manera tardana (Lazy)

```
codata
 
Stream
 
:
 
Type
 
->
 
Type
 
where

 
(
::
)
 
:
 
(
element
 
:
 
a
)
 
->
 
Stream
 
a
 
->
 
Stream
 
a

```

- No hi ha derivació automàtica d'implementacions com al Haskell, ara per ara.

## Exemples

### Efectes simples - Encapsulament d'actualitzacions destructives
- Per diferenciar els efectes hi ha etiquetes (noms en majúscula precedits per l'apòstrof).
- runPure es fa servir com runST del Haskell; runPureInit permet inicialitzar els efectes.

```
module
 
Main

import
 
Effects

import
 
Effect.StdIO

import
 
Effect.State

provaEstats
 
:
 
Eff
 
Int
 
[
'RefA
 
:::
 
STATE
 
Int
,
 
'RefB
 
:::
 
STATE
 
Int
]
 
-- efectes etiquetats

provaEstats
 
=
 
do
 
x
 
<-
 
'RefA
 
:-
 
get

 
y
 
<-
 
'RefB
 
:-
 
get

 
let
 
z
 
=
 
x
 
*
 
2
 
+
 
y

 
'RefB
 
:-
 
put
 
z

 
z'
 
<-
 
'RefB
 
:-
 
get

 
return
 
z'
 

calculEncapsulat
 
:
 
Int
 
->
 
Int

calculEncapsulat
 
x
 
=
 
runPureInit
 
[
'RefA
 
:=
 
x
,
 
'RefB
 
:=
 
5
]
 
provaEstats

efecteConsola
 
:
 
Eff
 
()
 
[
STDIO
]

efecteConsola
 
=
 
do
 
let
 
y
 
=
 
calculEncapsulat
 
2

 
putStrLn
 
(
show
 
y
)

main
 
:
 
IO
 
()

main
 
=
 
run
 
efecteConsola

```

```
idris
 
-p
 
effects
 
-o
 
prova
 
prova.idr
./prova

```

### Excepcions
La mònada (IOExcept excep resultat) ofereix un tractament d'excepcions sense baixar al nivell baix de l'efecte [EXCEPTION excep].
```
import
 
Control.IOExcept

import
 
Control.Catchable

data
 
MyErr
 
=
 
Excep1

-- cal instanciar-ne la classe Show per poder tractar una excepció.

implementation
 
Show
 
MyErr
 
where

 
show
 
Excep1
 
=
 
"Excep1"

accioAmbExcepcions
 
:
 
IOExcept
 
MyErr
 
String

accioAmbExcepcions
 
=
 
throw
 
Excep1

gestor
 
:
 
MyErr
 
->
 
IOExcept
 
MyErr
 
String

gestor
 
err
 
=
 
pure
 
$
 
show
 
err

cassador
 
:
 
IOExcept
 
MyErr
 
String

cassador
 
=
 
catch
 
accioAmbExcepcions
 
gestor

main
 
:
 
IO
 
()

main
 
=
 
do
 
r
 
<-
 
runIOExcept
 
cassador

 
case
 
r
 
of

 
Left
 
err
 
=>
 
putStrLn
 
$
 
"no caçada: "
 
++
 
show
 
err
 
++
 
"!"

 
Right
 
str
 
=>
 
putStrLn
 
$
 
"caçada: "
 
++
 
str

```

### Funcions parcials amb precondició certificada. El tipus Tal_que
Es tracta d'incorporar una certificació estàtica (en temps de compilació) que s'ha fet una comprovació dinàmica de la precondició.
El tipus (So expr_booleana) traduïble per (Tal_que precondició) permet especificar relacions o restriccions de valor entre els paràmetres formals prèviament etiquetats.
Per certificar la prova dinàmica, cal que la rutina que fa la crida, avaluï amb la funció choose la mateixa precondició sobre els paràmetres actuals, oferint el resultat probatori en la variant Left que caldrà adjuntar com a paràmetre (el de tipus So Bool) a la crida.
```
module
 
Main
 
-- DynamicSafeDiv.idr

{- Del mòdul Prelude.Bool

data So : Bool -> Type where

 Oh : So True

instance Uninhabited (So False) where

 uninhabited Oh impossible

-- Del mòdul Prelude.Either

choose : (b : Bool) -> Either (So b) (So (not b))

-}

noZero
 
:
 
(
Eq
 
a
,
 
Num
 
a
)
 
=>
 
a
 
->
 
Bool

noZero
 
x
 
=
 
x
 
/=
 
0

-- divisió segura: l'expressió del Tal_que sobre paràmetres formals

-- ha de coincidir amb l'expressió del "choose" sobre paràmetres actuals

divisioSeguraPer
 
:
 
(
Eq
 
a
,
 
Num
 
a
,
 
Integral
 
a
)
 
=>
 
(
denom
 
:
 
a
)
 
-- etiqueta i tipus del denominador

 
->
 
a
 
-- tipus del numerador

 
->
 
So
 
(
noZero
 
denom
)
 
-- Tal_que: prova de la precondició sobre paràmetres formals

 
->
 
a
 
-- tipus del resultat

divisioSeguraPer
 
dn
 
x
 
p
 
=
 
x
 
`
div
`
 
dn

readInt
 
:
 
String
 
->
 
Int

readInt
 
str
 
=
 
cast
 
str

dynamicTest
 
:
 
IO
 
()

dynamicTest
 
=
 
do

 
putStr
 
"entreu el denominador de la divisió: "

 
str
 
<-
 
getLine

 
let
 
denom
 
=
 
readInt
 
str

 
-- comprova amb "choose" la precondició sobre els paràmetres actuals de la crida

 
case
 
choose
 
(
noZero
 
denom
)
 
of
 

 
Right
 
_
 
=>
 
putStrLn
 
"el denominador no pot ser zero!!"
 
-- precondició fallida

 
Left
 
provaDeLaPrecondició
 
=>
 
do
 
-- precondició provada

 
let
 
res
 
=
 
divisioSeguraPer
 
denom
 
5
 
provaDeLaPrecondició

 
putStrLn
 
$
 
"el resultat és: "
 
++
 
show
 
res

main
 
:
 
IO
 
()

main
 
=
 
dynamicTest

```

Compilació i execució al Linux:
```
idris
 
-o
 
dynsafediv
 
DynamicSafeDiv.idr
./dynsafediv

```

### Un tipus com a proposició
Del codi de Data.List una prova inductiva de la comprovació de pertinença a una llista:
```
module
 
Data.List

%
access
 
public

|||
 
Tipus
 
com
 
a
 
prova
.

|||
 
El
 
tipus
 
(
Elem
 
z
 
zs
)
 
és
 
una
 
prova
 
que
 
`
z
`
 
és
 
element
 
de
 
`
zs
`

|||
 
sempre
 
que
 
es
 
doni
 
algun
 
dels
 
casos
 
que
 
es
 
descriuen
:

using
 
(
x
:
 
a
,
 
y
:
 
a
,
 
xs
:
 
List
 
a
)
 
-- tipus de les variables del bloc

 
data
 
Elem
 
:
 
a
 
->
 
List
 
a
 
->
 
Type
 
where
 
-- El Tipus Elem és un tipus probatori de la pertinença a llista:

 
Here
 
:
 
Elem
 
x
 
(
x
 
::
 
xs
)
 
-- o bé (cas bàsic) x coincideix amb el cap (variable coincident)

 
There
 
:
 
Elem
 
x
 
xs
 
->
 
Elem
 
x
 
(
y
 
::
 
xs
)
 
-- o bé (cas inductiu) cal aportar la prova (com a paràmetre) que x pertanyi a la cua

-- Cas de llista buida: el tipus (Elem x []) està deshabitat (no té valors),

-- provant que és impossible que cap elem. x pertanyi a la llista buida.

instance
 
Uninhabited
 
(
Elem
 
{
a
}
 
x
 
[]
)
 
where
 

 
uninhabited
 
Here
 
impossible
 
-- és impossible que coincideixi amb el cap

 
uninhabited
 
(
There
 
p
)
 
impossible
 
-- és impossible que pertanyi a la cua

|||
 
Is
 
the
 
given
 
element
 
a
 
member
 
of
 
the
 
given
 
list
.

|||

|||
 
@
x
 
The
 
element
 
to
 
be
 
tested
.

|||
 
@
xs
 
The
 
list
 
to
 
be
 
checked
 
against

isElem
 
:
 
DecEq
 
a
 
=>
 
(
x
 
:
 
a
)
 
->
 
(
xs
 
:
 
List
 
a
)
 
->
 
Dec
 
(
Elem
 
x
 
xs
)

isElem
 
x
 
[]
 
=
 
No
 
absurd

isElem
 
x
 
(
y
 
::
 
xs
)
 
with
 
(
decEq
 
x
 
y
)
 
-- ''with '' afegeix una expressió a encaixar després de '|'

 
-- a les definicions subseqüents

 
isElem
 
x
 
(
x
 
::
 
xs
)
 
|
 
(
Yes
 
refl
)
 
=
 
Yes
 
Here

 
isElem
 
x
 
(
y
 
::
 
xs
)
 
|
 
(
No
 
contra
)
 
with
 
(
isElem
 
x
 
xs
)

 
isElem
 
x
 
(
y
 
::
 
xs
)
 
|
 
(
No
 
contra
)
 
|
 
(
Yes
 
prf
)
 
=
 
Yes
 
(
There
 
prf
)

 
isElem
 
x
 
(
y
 
::
 
xs
)
 
|
 
(
No
 
contra
)
 
|
 
(
No
 
f
)
 
=
 
No
 
(
mkNo
 
contra
 
f
)

 
where

 
mkNo
 
:
 
{
xs'
 
:
 
List
 
a
}
 
->

 
((
x'
 
=
 
y'
)
 
->
 
_
|
_
)
 
->
 
(
Elem
 
x'
 
xs'
 
->
 
_
|
_
)
 
->

 
Elem
 
x'
 
(
y'
 
::
 
xs'
)
 
->
 
_
|
_

 
mkNo
 
f
 
g
 
Here
 
=
 
f
 
refl

 
mkNo
 
f
 
g
 
(
There
 
x
)
 
=
 
g
 
x

```